# Новобаширово
Новобаши́рово (рос. Новобаширово, башк. Яңы Бәшир) — присілок у складі Чекмагушівського району Башкортостану, Росія. Входить до складу Башировської сільської ради.
Населення — 26 осіб (2010; 33 у 2002).
Національний склад:
- башкири — 49 %
- татари — 39 %